# امتناع تفکر در فرهنگ دینی

جلد کتاب امتناع تفکر در فرهنگ دینی

امتناع تفکر در فرهنگ دینی کتابی است نوشته آرامش دوستدار که توسط انتشارات خاوران، در پاریس و در سال ۱۳۷۰ خورشیدی، چاپ شد.
دوستدار در این کتاب با نام‌گذاری «فرهنگ دین‌خو» بر فرهنگ دینی ایران، نااندیشی و ناپُرسایی آن را به چالش و پرسش، کشیده‌است.

## نقد
محمدرضا نیکفر در سلسله مقالاتی این کتاب را نقد کرده‌است.